# قرار مجلس الأمن التابع للأمم المتحدة رقم 406
اعتمد قرار مجلس الأمن التابع للأمم المتحدة رقم 406 بتاريخ 25 مايو عام 1977، بعد ما تم التأكيد على القرار رقم 403 (الصادر عام 1977) والقرار رقم 232 (الصادر 1966) والقرار رقم 258 (الصادر عام 1965)، كما جرى قراءة تقرير عن بعثة الأمم المتحدة في بوتسوانا، وقد عبّر المجلس عن دعمه الكامل لحكومة بوتسوانا في وجه الهجمات والاستفزازات المستمرة الصادرة عن «النظام العنصري غير القانوني» في رودسيا الجنوبية.
أعرب المجلس عن تأييده التام للتقرير الذي قدمته البعثة إلى بوتسوانا ودعا المجلس جميع وكالات الأمم المتحدة المعنية وغيرها من الدول الأعضاء إلى تقديم مساعدة دولية إلى بوتسوانا. كما طلب القرار رقم 406 من الأمين العام كورت فالدهايم أن يواصل رصد الحالة وأن يبلغ عن أي تطورات. جرى اعتماد القرار دون اللجوء إلى عملية تصويت.